# Scheiner (kráter)
Scheiner je měsíční impaktní kráter o průměru 110 km a hloubce 4500 m, který leží západně od valové roviny Clavius. Jihovýchodně od okraje Clavia je kráter Blancanus. Okraj Scheineru je zerodovaný a poznamenaný několika impakty. Nejhezčí je severní část, kde shluk kráterů pokrývá vchod do nízkého údolí vedoucího na sever. Dno kráteru pokrývá několik kráterů, včetně Scheineru A (12 km), který leží poblíž středu. Je tu také nízký hřeben procházející východní částí kráteru.